# Marumba omeii
Marumba omeii är en fjärilsart som beskrevs av Clark 1936. Marumba omeii ingår i släktet Marumba och familjen svärmare. Inga underarter finns listade i Catalogue of Life.